# Sari Essayah
Sari Miriam Essayah (Haukivuori, 21 de fevereiro de 1967) é uma ex-atleta finlandesa especialista na marcha atlética.
Kononen ganhou a medalha de ouro no Mundial de 1993, em Stuttgart e no Campeonato Europeu de 1994, em Helsinque.
Participou dos Jogos Olímpicos de 1992 e 1996, e teve como melhor resultado o quarto lugar em Barcelona 1992.
Após se aposentar dos esportes, ela entrou para a política e representou os Democratas-Cristãos no parlamento finlandês entre 2003 e 2007, mas não conseguiu uma vaga nas eleições de 2007. Essayah foi eleita para o Parlamento Europeu em 2009.